# Francesco Solari

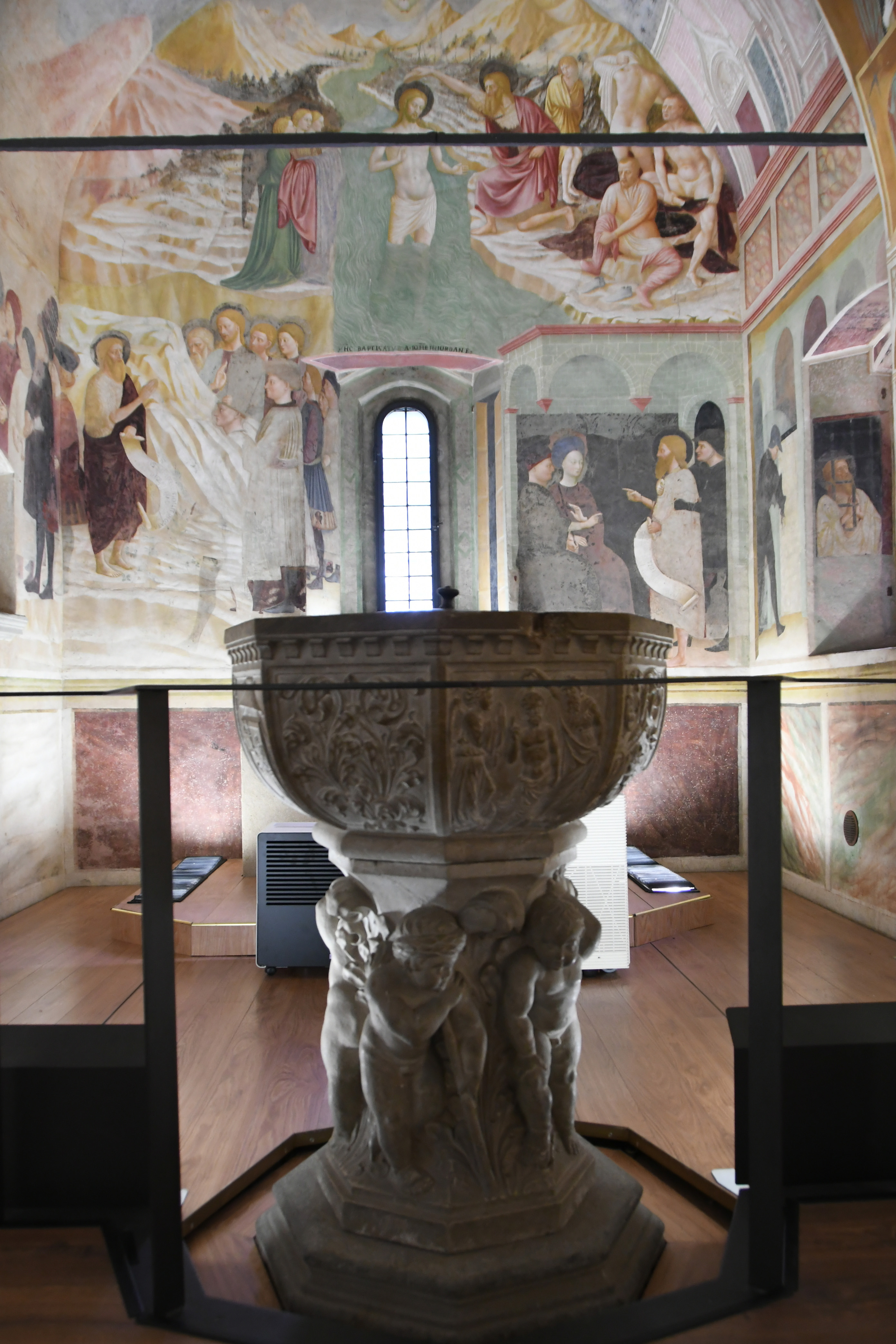
Fonte battesimale Battistero di Castiglione Olona (Varese)

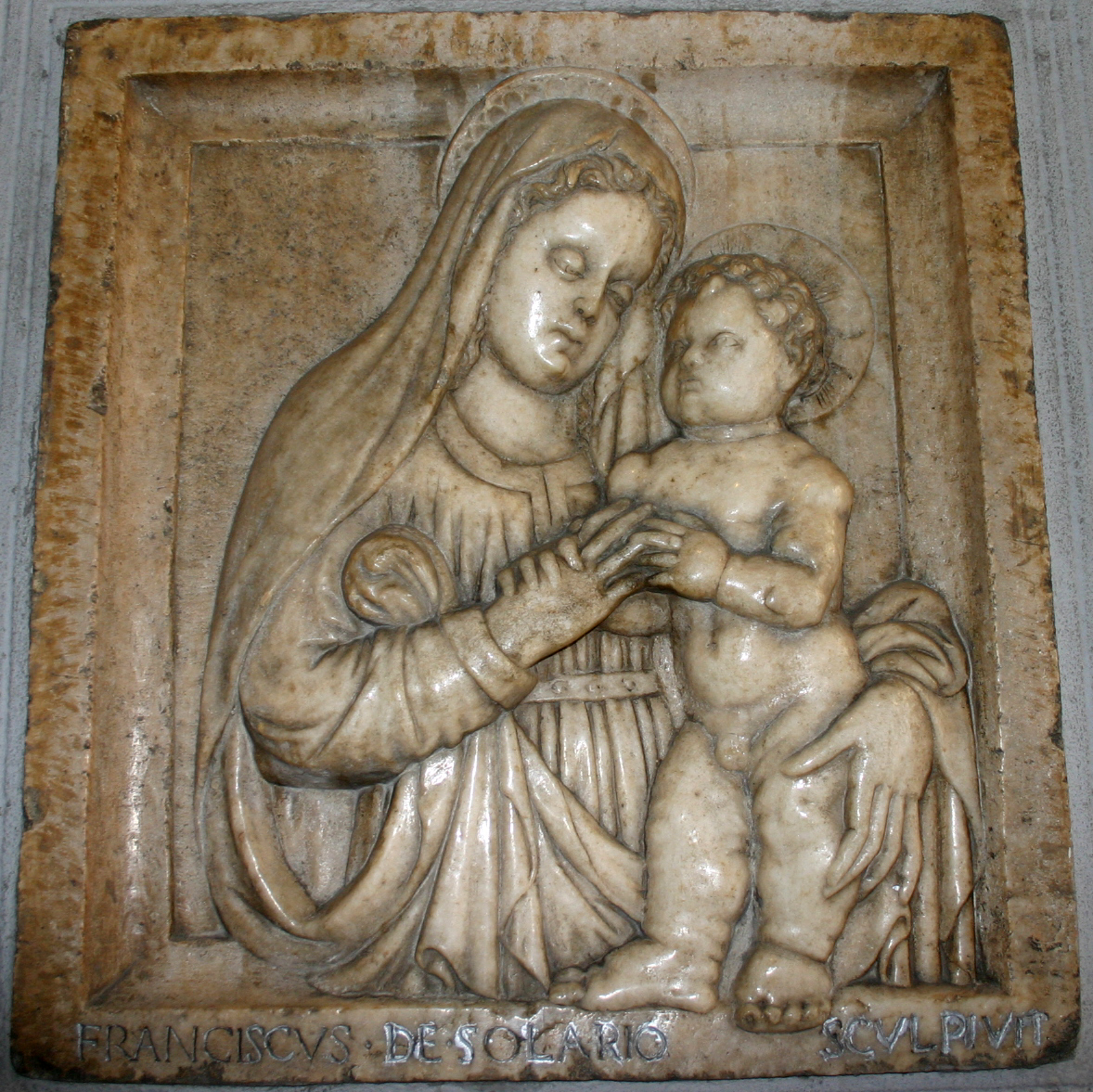
Francesco Solari, Madonna col Bambino, chiesa di S. Angelo, Milano

Francesco Solari (Carona, 1420 circa – Milano, 1469) è stato uno scultore, architetto e ingegnere svizzero.

## Biografia
Figlio di Giovanni Solari e fratello di Guiniforte. Nel 1445 lavora alla Chiesa di Villa a Castiglione Olona, nel Duomo di Milano e alla Certosa di Pavia.
Nel 1460 inizia a fare da maestro a Giovanni Antonio Amadeo.